# Roulette (film 2007)
Roulette è un film del 2007 diretto da Mohammed Soudani.

## Produzione
Il film fu prodotto dall'Amka Films Productions. Venne girato a Lugano, nel Canton Ticino.

## Distribuzione
Fu distribuito nell'ottobre 2007 nella Svizzera Italiana.